# Dekanat miński rejonowy III
Dekanat miński rejonowy II – jeden z trzech rejonowych dekanatów wchodzących w skład eparchii mińskiej Egzarchatu Białoruskiego Patriarchatu Moskiewskiego.

## Parafie w dekanacie
- Parafia Przemienienia Pańskiego w Bolszewiku
  - Cerkiew Przemienienia Pańskiego w Bolszewiku
- Parafia Świętej Trójcy w Borowlanach
  - Cerkiew Świętej Trójcy w Borowlanach
- Parafia Opieki Matki Bożej w Józefowie
  - Cerkiew Opieki Matki Bożej w Józefowie
- Parafia św. Proroka Eliasza w Kasyniu
  - Cerkiew św. Proroka Eliasza w Kasyniu
- Parafia Narodzenia Najświętszej Maryi Panny w Kłodziszczach
  - Cerkiew Narodzenia Najświętszej Maryi Panny w Kłodziszczach
- Parafia Wniebowstąpienia Pańskiego w Kłodziszczach
  - Cerkiew Wniebowstąpienia Pańskiego w Kłodziszczach
- Parafia Zaśnięcia Najświętszej Maryi Panny w Kłodziszczach
  - Cerkiew Zaśnięcia Najświętszej Maryi Panny w Kłodziszczach
- Parafia Podwyższenia Krzyża Pańskiego w Królowie Stanie
  - Cerkiew Podwyższenia Krzyża Pańskiego w Królowie Stanie
- Parafia Ikony Matki Bożej „Pocieszenie w Żalu i Rozpaczy” w Malinówce
  - Cerkiew Ikony Matki Bożej „Pocieszenie w Żalu i Rozpaczy” w Malinówce
- Parafia Przemienienia Pańskiego w Ostroszyckim Gródku
  - Cerkiew Przemienienia Pańskiego w Ostroszyckim Gródku
  - Kaplica w Ostroszyckim Gródku
- Parafia Narodzenia Najświętszej Maryi Panny w Siomkowie Gródku
  - Cerkiew Narodzenia Najświętszej Maryi Panny w Siomkowie Gródku
- Parafia Wniebowstąpienia Pańskiego w Siomkowie
  - Cerkiew Wniebowstąpienia Pańskiego w Siomkowie
- Parafia Świętych Joachima i Anny w Wiśniówce
  - Cerkiew Świętych Joachima i Anny w Wiśniówce
- Parafia Świętych Piotra i Pawła w Żukówce
  - Cerkiew Świętych Piotra i Pawła w Żukówce

## Galeria

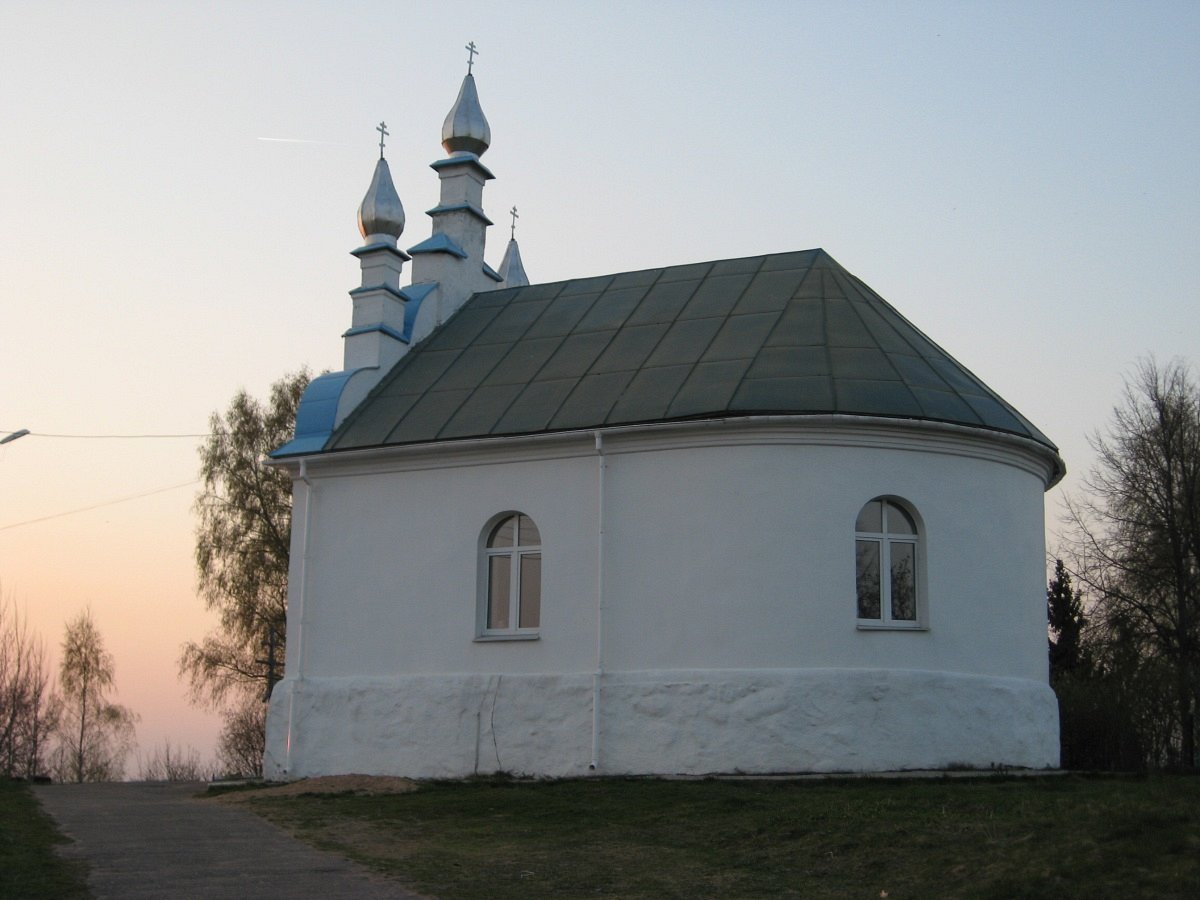
Cerkiew św. Proroka Eliasza w Kasyniu
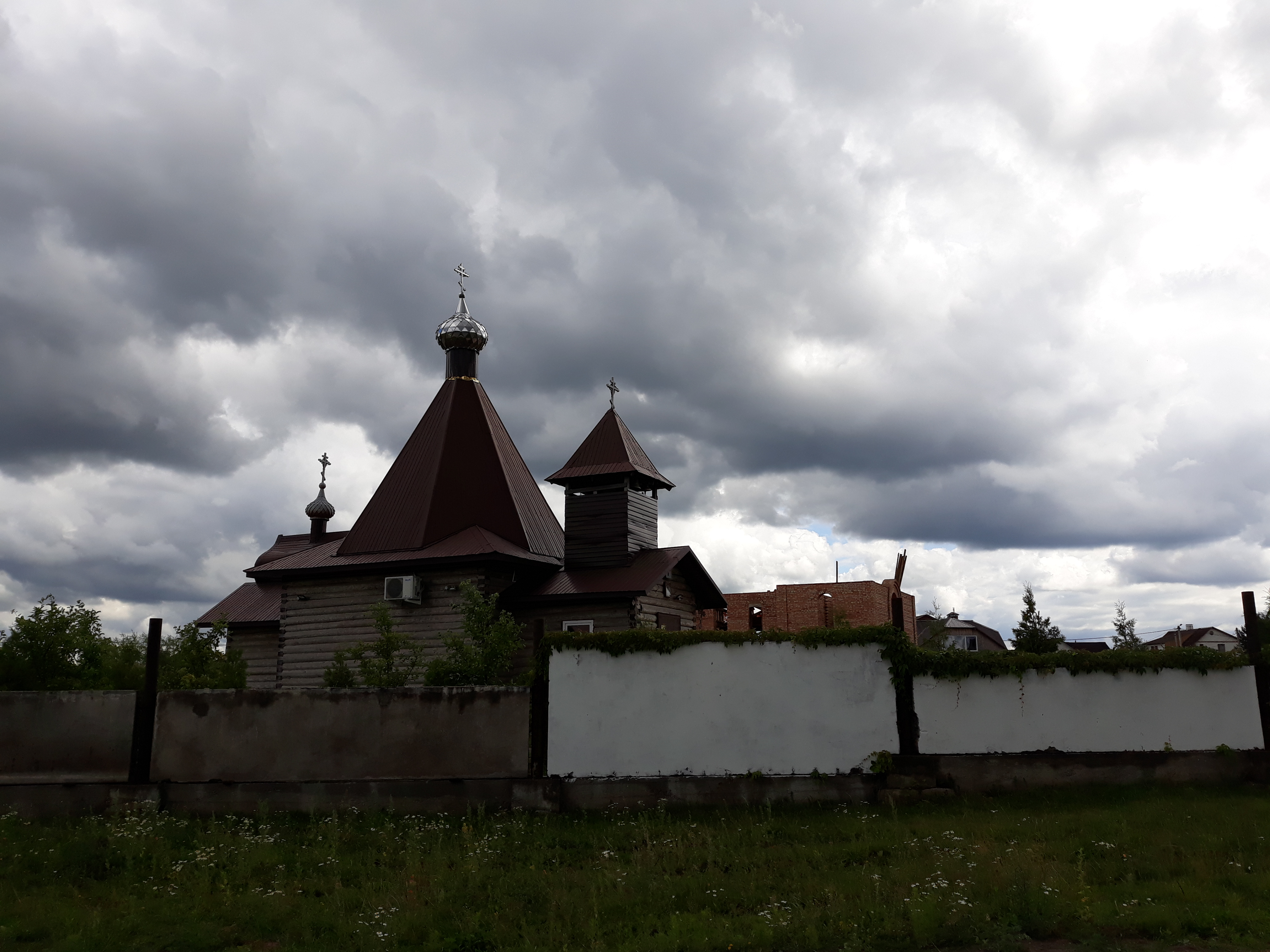
Cerkiew Zaśnięcia Najświętszej Maryi Panny w Kłodziszczach
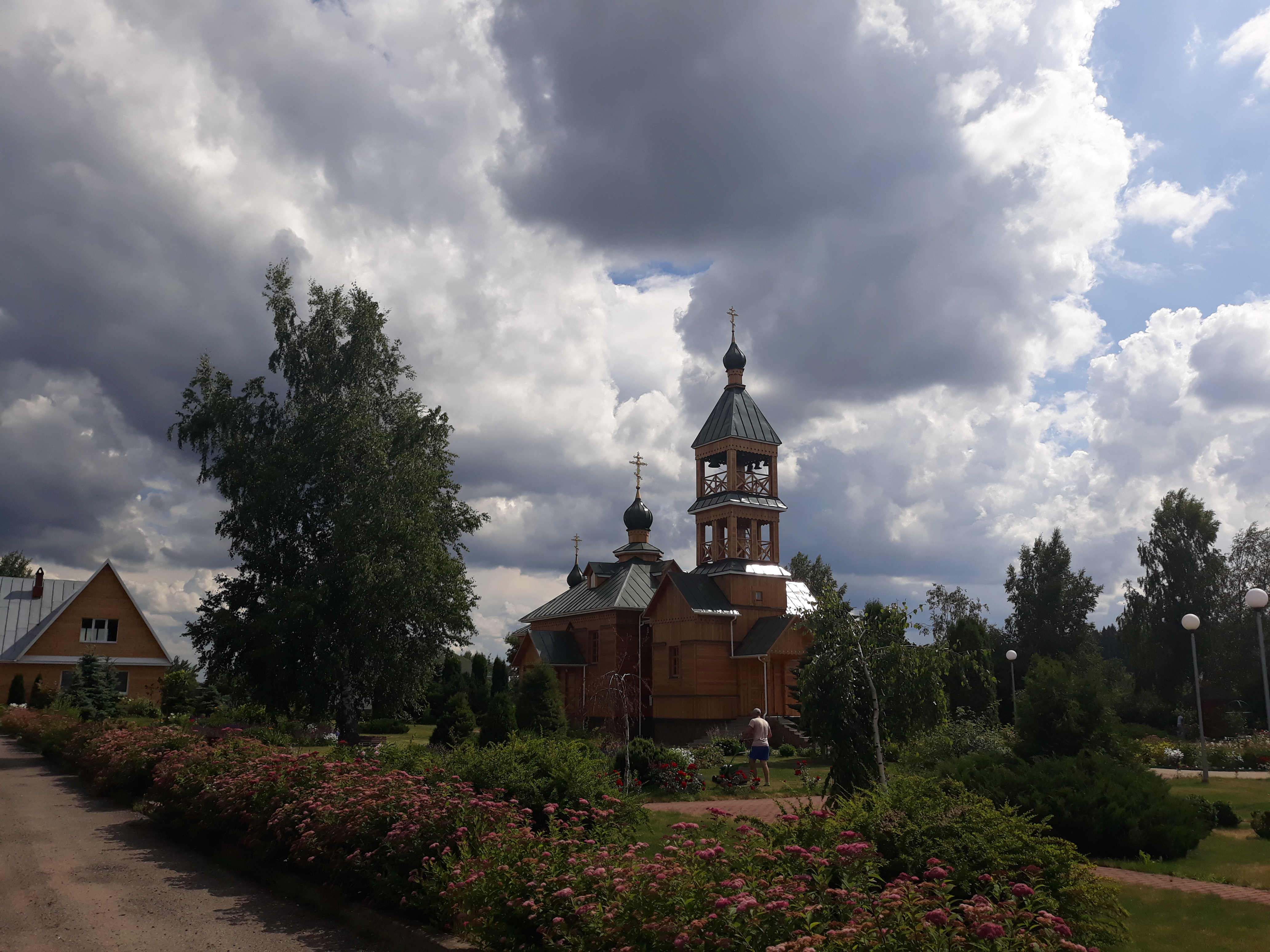
Cerkiew Podwyższenia Krzyża Pańskiego w Królowie Stanie
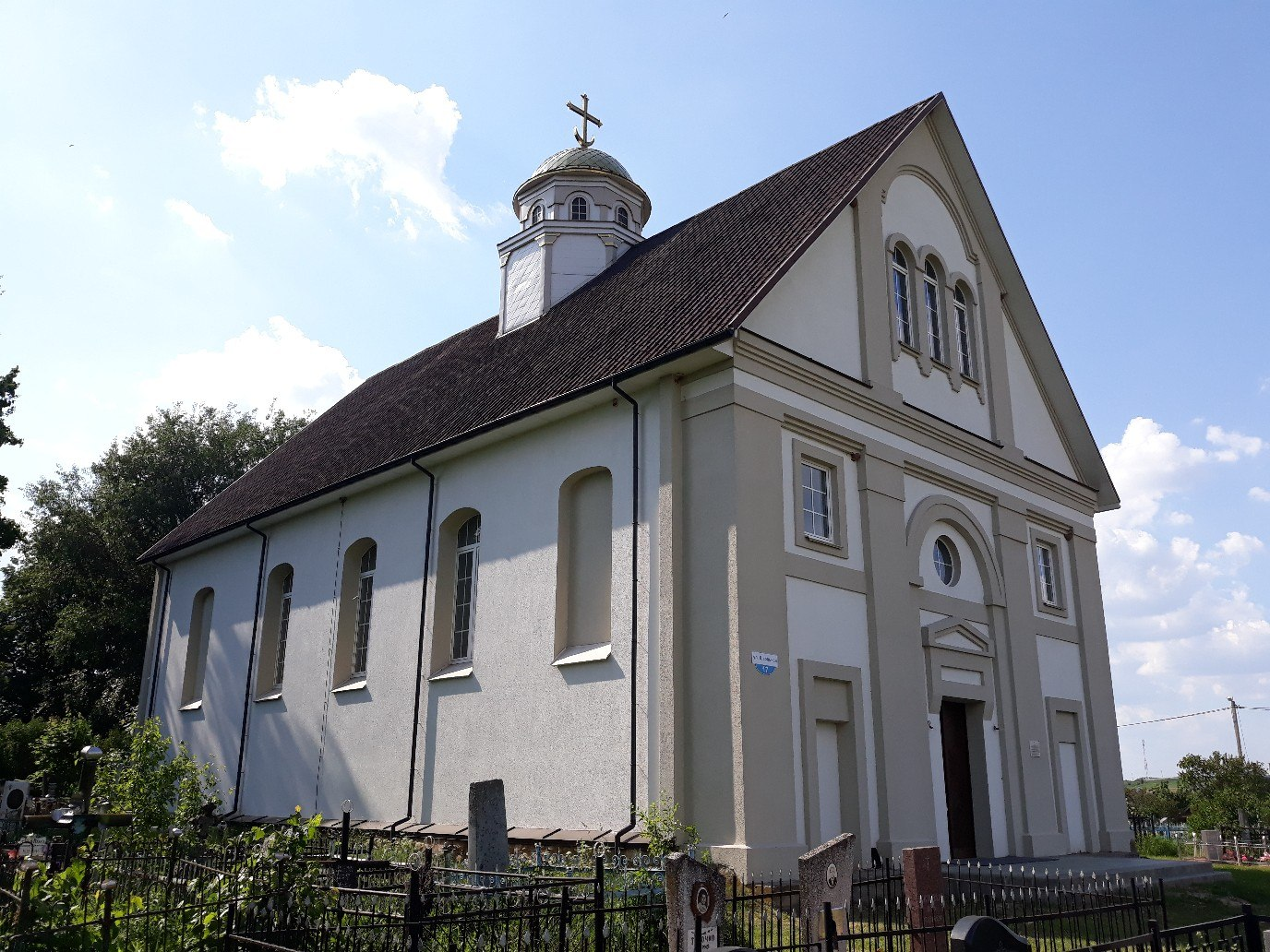
Cerkiew Narodzenia Najświętszej Maryi Panny w Siomkowie Gródku
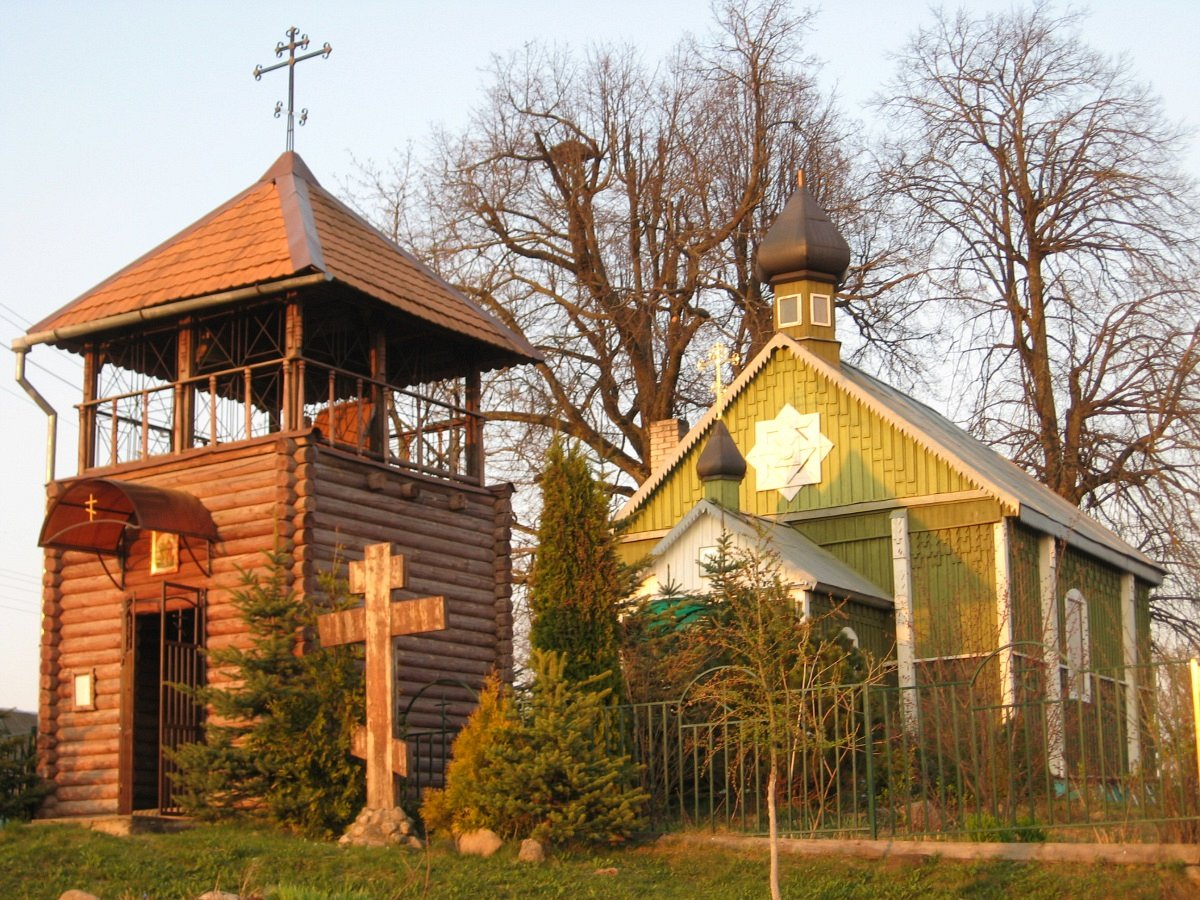
Cerkiew Świętych Piotra i Pawła w Żukówce